# Yunusemre
Yunusemre ist eine Stadtgemeinde (Belediye) im gleichnamigen Ilçe (Landkreis) der Provinz Manisa in der türkischen Ägäisregion und gleichzeitig ein Stadtbezirk der 2012 geschaffenen Büyükşehir belediyesi Manisa (Großstadtgemeinde/Metropolprovinz). Seit der Gebietsreform 2013 ist die Gemeinde flächen- und einwohnermäßig identisch mit dem Landkreis.
Der Landkreis liegt im Westen der Provinz. Er grenzt im Nordosten an Saruhanlı, im Osten an Şehzadeler und im Süden, Westen und Norden an die Provinz Izmir. Vom Südosten nach Westen verläuft die Fernstraße D-250, die Menemen mit Turgutlu verbindet, sowie parallel dazu eine Eisenbahnverbindung von der Westküste über Manisa nach Uşak. In der etwa gleichen Richtung durchfließt der Gediz den Kreis. Im Nordosten des Kreises liegt der Stausee Güzelhisar Barajı, in dem der Fluss Kocaçay (später Güzelhisar Deresi) gestaut wird. Dieser entspringt im Nordosten des Landkreises am 1074 Meter hohen Yunt Dağı.
Der bevölkerungsreichste Stadtbezirk ist nach dem Sufi-Mystiker Yunus Emre benannt.
Mit dem Gesetz Nr. 6360, veröffentlicht im Amtsblatt Nr. 28489, wurde Manisa zur Büyükşehir belediyesi erklärt und gleichzeitig wurde der zentrale Landkreis in zwei neue Kreise aufgespalten: Şehzadeler im Südosten und Yunusemre im Nordwesten. Letzterer wurde aus drei Gemeinden (die Belediye: Muradiye, Üçpınar und Yağcılar), 62 Dörfern und 24 Mahalle der Provinzhauptstadt gebildet. Durch die Verwaltungsreform von 2013 wurden sämtliche Dörfer und die Mahalle der drei Belediye in Mahalle (Stadtviertel/Ortsteile) überführt. Deren Zahl lag nun bei 89, mit einem Muhtar als obersten Beamten.
Ende 2020 lebten durchschnittlich 2.895 Menschen in jedem der Mahalle. Muradiye (29.214), Güzelyurt (22.149), Yeni Mahalle (15.949) Barbaros (13.237), Hafsa Sultan (12.673), Mareşal Fevzi Çakmak (12.211), Tevfikiye (11.397), Merkez Efendi (11.110), Uncubozköy (10.522) und Cumhuriyet (10.315) sind die bevölkerungsreichsten Mahalle.